# 安倍忠良
安倍 忠良（あべ の ただよし）は、平安時代中期の武士。

## 経歴
安倍忠頼の子。後に奥六郡の支配者となった俘囚長・安倍頼時の父として『陸奥話記』に記されている。
これに対して、平範国による『範国記』長元9年（1036年）12月22日条に「陸奥国権守」に任命された「安倍忠好」を忠良と同一人物とする見方もある。この指摘をしている戸川点は、『陸奥話記』でも古い形態とされる尊経閣文庫本には安倍忠頼の記述がなく実在性が疑問とされることを合わせて指摘し、忠良（忠好）が一族郎党を連れて京都から陸奥へ下向し、奥六郡に土着して俘囚を従えたとする「中央貴族出身」説を唱えている。
なお、前九年の役が始まった永承6年（1051年）時点で文献に記述は無く、この時期までに死去したものと考えられる。
安倍忠良は安倍猨嶋墨縄の後裔で、関東から陸奥への交通の要点であった猿島郡衙を拠点としていたとする説が存在する。